# Martín Ruíz de Zubiate
Martín Ruíz de Zubiate (15¿?-16¿?) fue un arquitecto, retablista y escultor español del siglo XVI.
Martín Ruíz de Zubiate fue uno de los retablistas más destacados del País Vasco en el siglo XVI. Representante del estilo romanista, que seguía la escuela de Miguel Ángel  en sus obras de Roma y que supera las ornamentaciones de raigambre plateresca. Fue discípulo de Juan de Anchieta formándose en los círculos retablísticos burgaleses del entorno del taller de  Domingo de Amberes.

## Biografía
Martín Ruíz de Zubiate nació en la localidad vizcaína de Arrazua en el entonces Señorío de Vizcaya, actualmente País Vasco, España. Se desconocen las fechas de nacimiento y defunción pero se sabe que vivió en el último tercio del siglo XVI y primeros años del XVII.
Realizó su trabajo en los templos y monasterios de Burgos, Vizcaya y Álava con obras tan relevantes como el retablo mayor de la  iglesia de Santa María de Uríbarri de Durango, en Vizcaya, en el que trabajo entre 1578 y 1590, el cuerpo superior del retablo de la localidad alavesa de Peñacerrada hecho en 1570 o el retablo de la iglesia de Santo Tomás de Olabarrieta en Ceberio (Vizcaya).
En 1579 trabajó junto con Juan de Anchieta en el monasterio de las Huelgas Reales de Burgos y en 1692 trabajó, junto con Martín Basabe en la Iglesia de San Pedro de Deusto también en Vizcaya. En Guipúzcoa trabajó en la el altar mayor de la iglesia de Fuenterrabía y en la iglesia de San Pedro de Vitoria en 1603.
En marzo de 1578, Martín Ruiz de Zubiate presentó, junto a Juan de Anchieta, un diseño para el retablo de la iglesia de San Juan de Beltrán de Otazu Álava al que concurrieron también Pedro de Masaga, Juan Carranza y Francisco de Uriza, siendo el suyo el elegido.